# NGC 5540
NGC 5540 est une vaste et lointaine galaxie elliptique située dans la constellation de la Grande Ourse. Sa vitesse par rapport au fond diffus cosmologique est de 11 047 ± 7 km/s, ce qui correspond à une distance de Hubble de 163 ± 11 Mpc (∼532 millions d'al). NGC 5540 a été découverte par l'astronome germano-britannique William Herschel en 1789.
À ce jour, une mesure non basée sur le décalage vers le rouge (redshift) donne une distance d'environ 178,000 Mpc (∼581 millions d'al). Cette valeur est à l'extérieur des valeurs de la distance de Hubble, mais compatible avec celles-ci. Notons cependant que c'est avec la valeur moyenne des mesures indépendantes, lorsqu'elles existent, que la base de données NASA/IPAC calcule le diamètre d'une galaxie et qu'en conséquence le diamètre de NGC 5540 pourrait être d'environ 50,2 kpc (∼164 000 al) si on utilisait la distance de Hubble pour le calculer.